# Dąbrowa Świetlista w Pernie
Dąbrowa Świetlista w Pernie este o arie protejată (sit de importanță comunitară — SCI) din Polonia întinsă pe o suprafață de 40,09 ha, integral pe uscat.

## Localizare
Centrul sitului Dąbrowa Świetlista w Pernie este situat la coordonatele 52°17′11″N 19°12′37″E / 52.2864°N 19.2102°E.

## Înființare
Situl Dąbrowa Świetlista w Pernie a fost declarat sit de importanță comunitară în aprilie 2004 pentru a proteja un număr necunoscut de specii din flora spontană și fauna sălbatică aflate în arealul zonei.

## Biodiversitate
Situată în ecoregiunea continentală, aria protejată conține 2 habitate naturale: Păduri de stejar și carpen Galio-Carpinetum, Păduri stepice euro-siberiene cu Quercus spp..
La baza desemnării sitului se află un număr nedeclarat de specii protejate.
Pe lângă speciile protejate, pe teritoriul sitului au mai fost identificate 23 de specii de plante, 1 specie de reptile.